# شور آف پوکر فلت (کالیفرنیا)
شور آف پوکر فلت (به انگلیسی: The Shores of Poker Flat) یک منطقهٔ مسکونی در ایالات متحده آمریکا است که در شهرستان کالاوراس، کالیفرنیا واقع شده‌است. شور آف پوکر فلت ۱۷۸ متر بالاتر از سطح دریا قرار دارد.